# Paramacrotoma gardneri
Paramacrotoma gardneri är en skalbaggsart som först beskrevs av Gilmour 1954.  Paramacrotoma gardneri ingår i släktet Paramacrotoma och familjen långhorningar.
Artens utbredningsområde är Kenya. Inga underarter finns listade i Catalogue of Life.